# بورگهیم
بورگهیم یک روستا در ایران است که در دهستان خورش رستم شمالی واقع شده‌است.
از مهمترین مشاغل این روستا می توان به باغداری، کشاورزی، دامپروی، زنبورداری و تولید صنایع دستی اشاره کرد.
عسل، لبنیات، انواع میوه و حبوبات از محصولات عمده این روستا می باشد.
این روستا در شمال غربی ایران است.